# 黄巍 (1965年)
黄巍（1965年2月—），男，陕西宝鸡人，中华人民共和国外交官，曾任中华人民共和国驻几内亚共和国特命全权大使。

## 生平
1986年，进入中华人民共和国外交部工作，先后在外交人员服务局、驻马里大使馆、外交部干部司任职。2005年，任驻法国大使馆参赞。2011年，任驻加蓬大使馆参赞。2013年，任外交部翻译司参赞，后升任翻译司副司长。2016年，任驻法国大使馆公使衔参赞。2018年9月，出任中华人民共和国驻几内亚大使。2025年6月，自驻几内亚大使离任。

## 家庭
已婚，有一子。